# Castello baronale (Fondi)
Il castello Caetani è sito a Fondi (provincia di Latina).

## Storia
Si hanno tre epoche della costruzione del castello, che poggia sulle mura in opus incertum di epoca romana (I secolo a. C.):
- 1ª: costruzione del torrione quadrato, o mastio, di cui resta solo la base o zoccolo (fine del XII-inizio del XIII secolo)
- 2ª: ricostruzione del torrione quadrato, o mastio, e costruzione della contigua rocca con tre torri angolari (metà del XIV secolo)
- 3ª: costruzione della torre cilindrica sopra il torrione quadrato, mastio (2ª metà del XV secolo).

Nel corso del XIV secolo, per opera della famiglia Caetani, accanto al castello si sviluppò il Palazzo Caetani, noto anche come Palazzo baronale.
Il castello in seguito venne più volte rimaneggiato.
Nel 1840, causa pericolosità, venne abbattuta la merlatura del mastio. Dal 1861 al 1931 fu adibito a carcere mandamentale. In taluni locali prima del restauro novecentesco si potevano ancora vedere dei graffiti fatti dai carcerati.
Successivamente parte del castello venne adibito a museo civico.

## Descrizione
La struttura principale è composta da due corpi collegati tra loro da un ponte ligneo:
- un mastio o torrione quadrato con merlatura spiccante (secoli XII-XIV), su cui s'innesta una torre cilindrica a merlatura spiccante (sec. XV).
- una rocca adiacente rettangolare, merlata con tre torri cilindriche angolari (sec. XIV).